# Peraphyllum
Peraphyllum es un género monotípico de arbusto perteneciente a la familia de las rosáceas. Su única especie: Peraphyllum ramosissimum, es originaria de Norteamérica.

## Descripción
Es un arbusto que puede alcanzar los 3 metros  de altura y tiene pequeños pomos de aproximadamente 1 centímetro de ancho. Peraphyllum está  estrechamente relacionado con los géneros Amelanchier, Malacomeles, Crataegus y Mespilus.
Como la mayoría de otras plantas con flores de la familia Rosaceae, P. ramosissimum tiene 5 pétalos y 5 sépalos con simetría radial. Las flores tienen 15-20 estambres libres, los pétalos son de color blanco a rosa. Las hojas son simples y pueden crecer muy próximos entre sí en brotes cortos.

## Distribución y hábitat
Peraphyllum ramosissimum crece en California, Oregón, Idaho, Utah, Colorado y Nuevo México por lo general en los bosques de pino y enebro. En California se puede encontrar en la Cordillera de las Cascadas, en Sierra Nevada , y la Gran Cuenca.

## Taxonomía
Peraphyllum ramosissimum fue descrita por Nutt. ex Torr. & A.Gray y publicado en A Flora of North America: containing . . . 1(3): 474, en el año 1840.
Etimología
Peraphyllum es una palabra griega que significa "muy frondosa" y el nombre de la especie ramosissimum significa con "muchas ramas".